# Isoperla coushatta
Isoperla coushatta is een steenvlieg uit de familie Perlodidae. De wetenschappelijke naam van de soort is voor het eerst geldig gepubliceerd in 1976 door Szczytko & Stewart.